# 私徳政
私徳政（しとくせい）は、朝廷・幕府などの公権力が出す徳政令に依拠せずに、土一揆などが実力あるいは相手方との交渉によって実施する徳政令と同様の法的効果を持った規定のこと。また、地頭などの徳政令を出す権限のない公権力によって出された徳政令もこれに含まれる。
一般的には徳政令の発布は出した公権力側にも倉役免除などの財政的打撃を蒙るために慎重であり、土一揆によってまず私徳政が行われて、それを公権力側が追認して正式な徳政令を出すか、徳政実施を禁じて鎮圧するかの選択を迫られるケースが多かった。
正長の土一揆においては、室町幕府は最後まで徳政令を出すことを拒んだために私徳政が実施されたが、一揆の中心であった大和国守護職である興福寺は後にこれを承認した。嘉吉の徳政一揆（嘉吉の土一揆）でも京都で私徳政が行われたために幕府はこれを鎮圧して私徳政を禁じようとしたが、鎮圧に失敗して、ついに正式な徳政令発布に追い込まれている。